# 出島武春
出島武春（1974年4月21日—），日本石川縣金澤市出身的前大相撲力士，業餘相撲冠軍，第231代大關。他身高1.8米，重150公斤。所屬相撲部屋為武藏川部屋。
他在1996年開始專業相撲生涯，在1997年升至幕內級別。在1999年7月得到優勝後晉級至大關，但在2001年被降回関脇(因生病導致成績下滑)，之後多數時候停留在前頭級別直到2009年引退。他曾10次得到三賞(殊勲賞3次、敢鬥賞4次、技能賞3次)和6枚打敗橫綱的金星章。
引退後，他留在相撲界作為藤島部屋的親方和教練，並作為審判委員。